# Chiesa dei Santi Quirico e Giulitta (Pino sulla Sponda del Lago Maggiore)
La chiesa dei Santi Quirico e Giulitta è la parrocchiale di Pino sulla Sponda del Lago Maggiore, in provincia di Varese ed arcidiocesi di Milano; fa parte del decanato di Luino. 
Per motivazioni storiche, la parrocchia è dedicata a Santa Maria Assunta, pur essendo la chiesa intitolata ai santi martiri Quirico e Giulitta.

## Storia

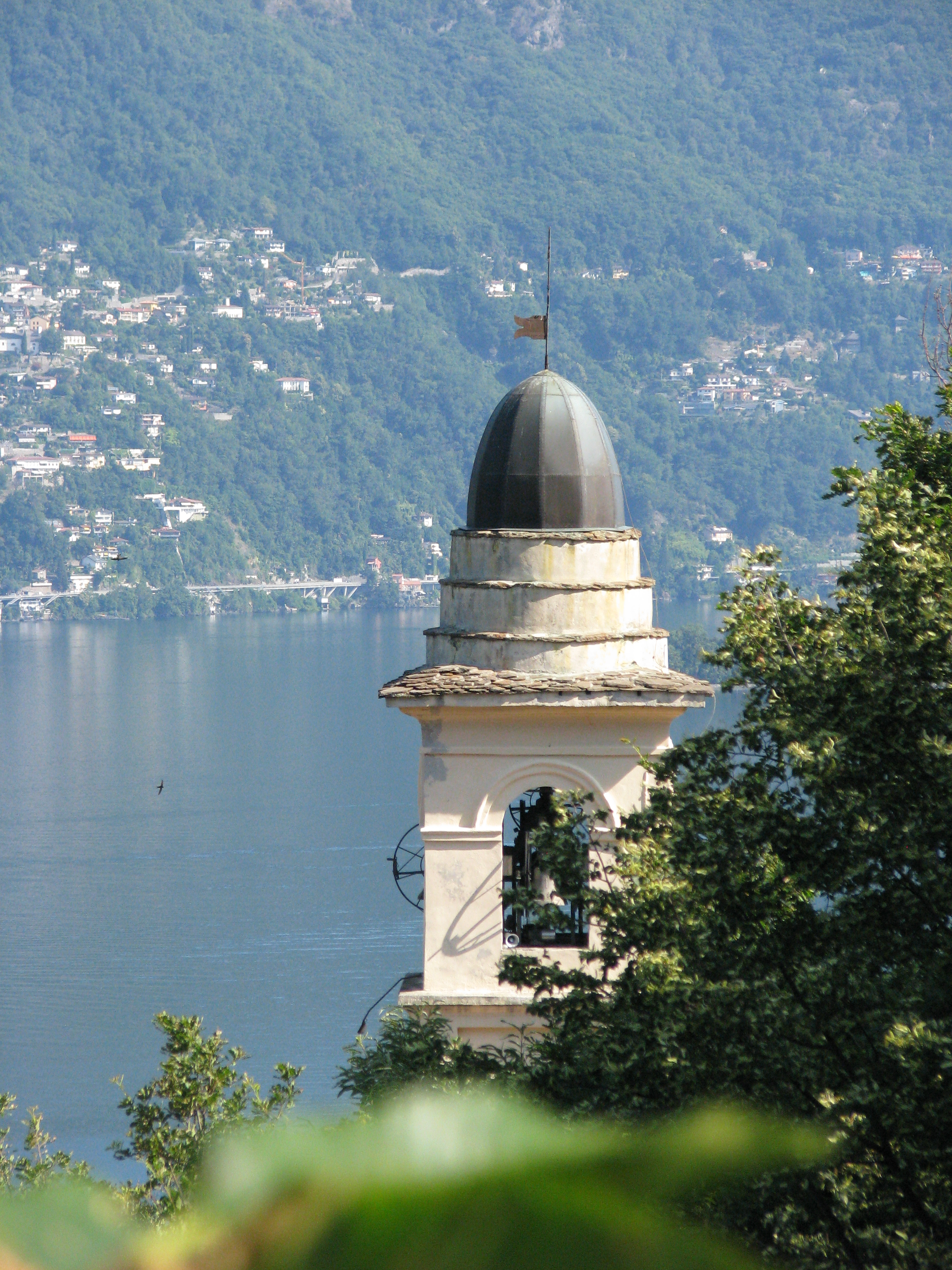
Il campanile.

La prima citazione di una chiesa a Pino risale al 1246; allora costituiva cappellania alle dipendenze della parrocchia di Tronzano, a sua volta sottoposta alla pieve di Cannobio. Nel 1567 gli abitanti del paese richiesero all'arcivescovo Carlo Borromeo di poter ampliare l'edificio, dato che era diventato ormai insufficiente a soddisfare le esigenze della popolazione; i lavori di rifacimento si conclusero nel 1570. Nel 1750 Pino ottenne l'autonomia parrocchiale da Tronzano; la chiesa attuale venne costruita sul finire di quel secolo. Nel 1819 la pieve di Cannobio venne ceduta alla diocesi di Novara e la chiesa di Pino, essendo rimasta all'arcidiocesi di Milano, fu aggregata alla pieve di Valtravaglia; nel 1836 passò al neo-costituito vicariato di Luino. Nel 1857 il campanile subì su progetto del veccanese Giacomo Tramontani un lavoro di ristrutturazione, ammodernato ed innalzamento che ne alterò le forme originali. All'inizio del XX secolo l'interno della parrocchiale venne decorato, nel 1986 la parrocchia venne fusa con quelle di Bassano e di Tronzano e, contestualmente, ridenominata in "Santa Maria Assunta", pur rimanendo la chiesa dedicata ai santi Quirico e Giulitta. Infine, nel 1992, il presbiterio fu modificato.